# Туманская Гута
Туманская Гута (укр. Туманська Гута) — село в Козелецком районе Черниговской области Украины. Население 36 человек. Занимает площадь 0,987 км².
Код КОАТУУ: 7422080707. Почтовый индекс: 17084. Телефонный код: +380 4646.

## Власть
Орган местного самоуправления — Беликовский сельский совет. Почтовый адрес: 17044, Черниговская обл., Козелецкий р-н, с. Белики, ул. 70-летия Октября, 2.